# Éthénolyse
En chimie organique, l’éthénolyse est une réaction chimique au cours de laquelle des alcènes sont clivés au niveau de la liaison double C=C en utilisant l'éthylène CH2=CH2 comme réactif pour produire des alcènes terminaux, qui se prêtent davantage à d'autres réactions telles que la polymérisation et l'hydroformylation. Cette réaction est intéressante par la sélectivité et par le faible coût de l'éthylène comme réactif. C'est un exemple de métathèse des alcènes. Son équation générale peut s'écrire :
A=B + CH2=CH2 ⟶ A=CH2 + B=CH2.
L'éthénolyse est une forme de méthylénation, c'est-à-dire l'installation de groupes méthylène =CH2.

## Applications
L'éthénolyse permet de convertir des alcènes internes de masse moléculaire élevée en alcènes terminaux économiquement plus intéressants. Le procédé SHOP (en) (Shell Higher Olefin Process) met en œuvre l'éthénolyse à l'échelle industrielle. Les mélanges d'alcènes α ainsi produits sont séparés par distillation, les fractions les plus lourdes sont isomérisées par des catalyseurs basiques sur alumine en phase liquide pour donner des alcènes internes qui sont à leur tour éthénolysées pour produire des alcènes α plus courts commercialement intéressants. Le grand excès d'éthylène déplace l'équilibre de la réaction vers les alcènes terminaux. Les catalyseurs sont souvent préparés par oxyde de rhénium(VII) ReO7 sur alumine Al2O3.
Dans une de ces applications, le néohexène (CH3)3CCH=CH2, précurseur de parfums, est préparé par éthénolyse du diisobutylène (CH3)3CCH=C(CH3)2 :
(CH3)3C–CH=C(CH3)2 + CH2=CH2 ⟶ (CH3)3CCH=CH2 + (CH3)2C=CH2.
Les α,ω-diènes, de formule (CH2)n(CH=CH2)2, sont préparés industriellement par éthénolyse d'alcènes cycliques. Par exemple, l'1,5-hexadiène (CH2)2(CH=CH2)2, agent de réticulation utile et intermédiaire de synthèse, est produit à partir de 1,5-cyclooctadiène (CH2CH=CHCH2)2 :
(CH2CH=CHCH2)2 + 2 CH2=CH2 ⟶ 2 (CH2)2(CH=CH2)2.
Le catalyseur est dérivé de l'oxyde de rhénium(VII) sur alumine. Le 1,9-décadiène (de) (CH2)6(CH=CH2)2, une espèce apparentée, est produit de manière similaire à partir du cyclooctène C8H14.
Dans une application visant à utiliser des matières premières renouvelables, l'oléate de méthyle, dérivé d'huiles végétales naturelles, peut être converti en décène et en 9-décénoate de méthyle (en), :
CH3(CH2)7CH=CH(CH2)7COOMe + CH2=CH2 ⟶ CH3(CH2)7CH=CH2 + MeOOC(CH2)7CH=CH2.